# 배다른형제
배다른형제는 대한민국의 록 밴드이다. 2009년 7월 28일 정규 1집 〈오늘부터 우리는...〉으로 데뷔하였다.

## 멤버
- 전봉국 : 기타, 보컬
- 임수철 : 베이스, 보컬
- 박계완 : 드럼, 보컬

## 음반

### 참여 앨범
- RUBY'S PARADISE 2009